# Llorenç Saragossà

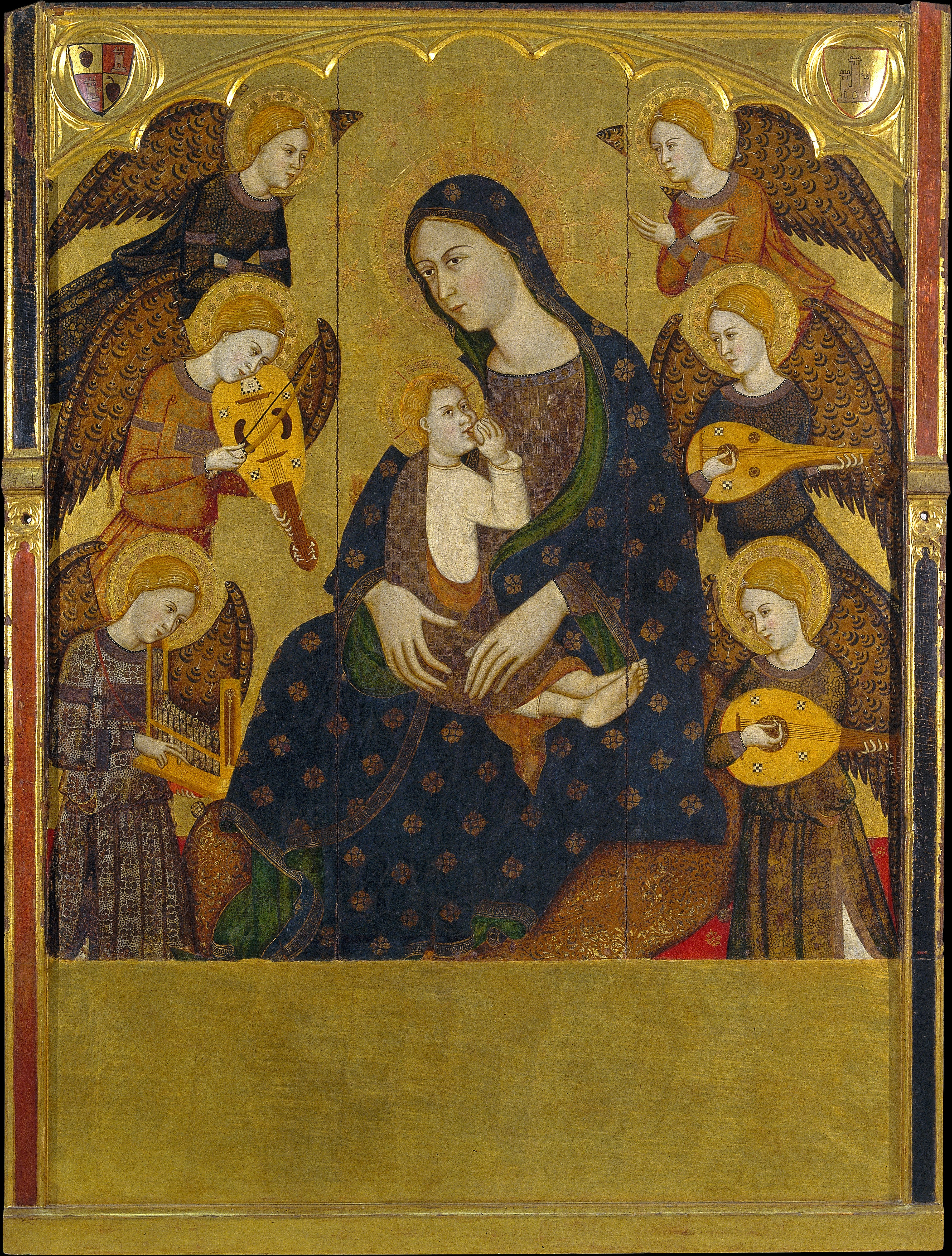
Virgo lactans, Museu Nacional d'Art de Catalunya, Barcelona

Llorenç Saragossà was een kunstschilder afkomstig uit Cariñena in Aragón. In het Castiliaans wordt zijn naam gespeld als Lorenzo Zaragoza. Hij is gedocumenteerd in Barcelona en Valencia tussen 1363 en 1406.

## Biografische elementen
Llorenç schilderde in de stijl van de Internationale gotiek en hij was de eerste die deze stijl introduceerde aan het hof van Aragón. Hij werkte voor Peter IV van Aragón vanaf 1367.

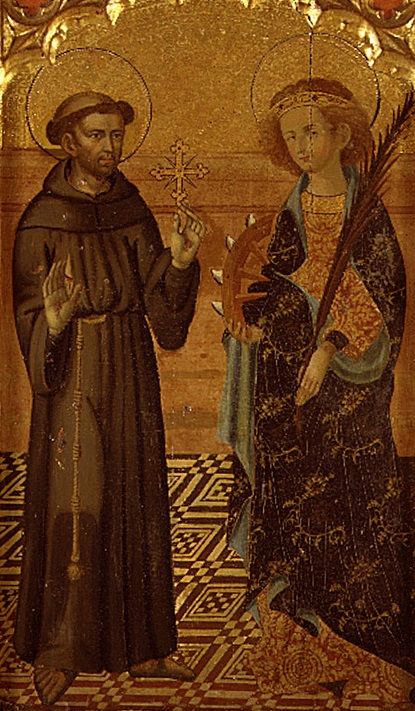
De HH. Franciscus en Catharina, Museo de Bellas Artes de Valencia

### Barcelona
Tussen 1363 en 1374 was hij gevestigd in Barcelona en het is waarschijnlijk daar, dat hij het werk van de broers Jaume en Pere Serra leerde kennen. In 1374 werd hij betaald door koningin Eleonora voor twee retabels, een van Nicolaas van Myra voor de franciscansessen abdij van Calatayud en een met de heilige Catharina voor de franciscansessen abdij van Teruel. Beide werken zijn nu verdwenen. Hij was een man met faam, koning Peter IV noemde hem: “lo millor pintor que en aquesta ciutat sia” (de beste schilder die er in deze stad is).

### Valencia
Op het einde van 1374 verhuisde hij, op uitnodiging van de stadsraad naar Valencia, zij hadden hem vijftig florijnen aangeboden om de verhuizing te bekostigen en honderd florijnen om een verblijfplaats te kopen. Hij bleef er gevestigd tot aan zijn dood in 1406. Llorenç werd hierdoor de eerste bekende schilder die zich in Valencia vestigde en hij werd snel gevolgd door Francesc Serra II en Francesc Comes, wat er toe leidde dat nog andere kunstenaars hun voorbeeld volgden.

## Werken
Het werk van Llorenç is weinig gedocumenteerd, maar men neemt aan dat hij de auteur is van het retabel van de Madonna met musicerende engelen in Jérica, dat helaas verdween in 1936. Het werk werd gemaakt in 1395-1396. Zijn auteurschap van dit werk werd later ter discussie gesteld (1979 José i Pitarch), omdat het stilistisch te geavanceerd zou zijn voor de periode waarin het tot stand kwam. Maar in 1987 wees Heriard Dubreuil het opnieuw toe aan Llorenç.

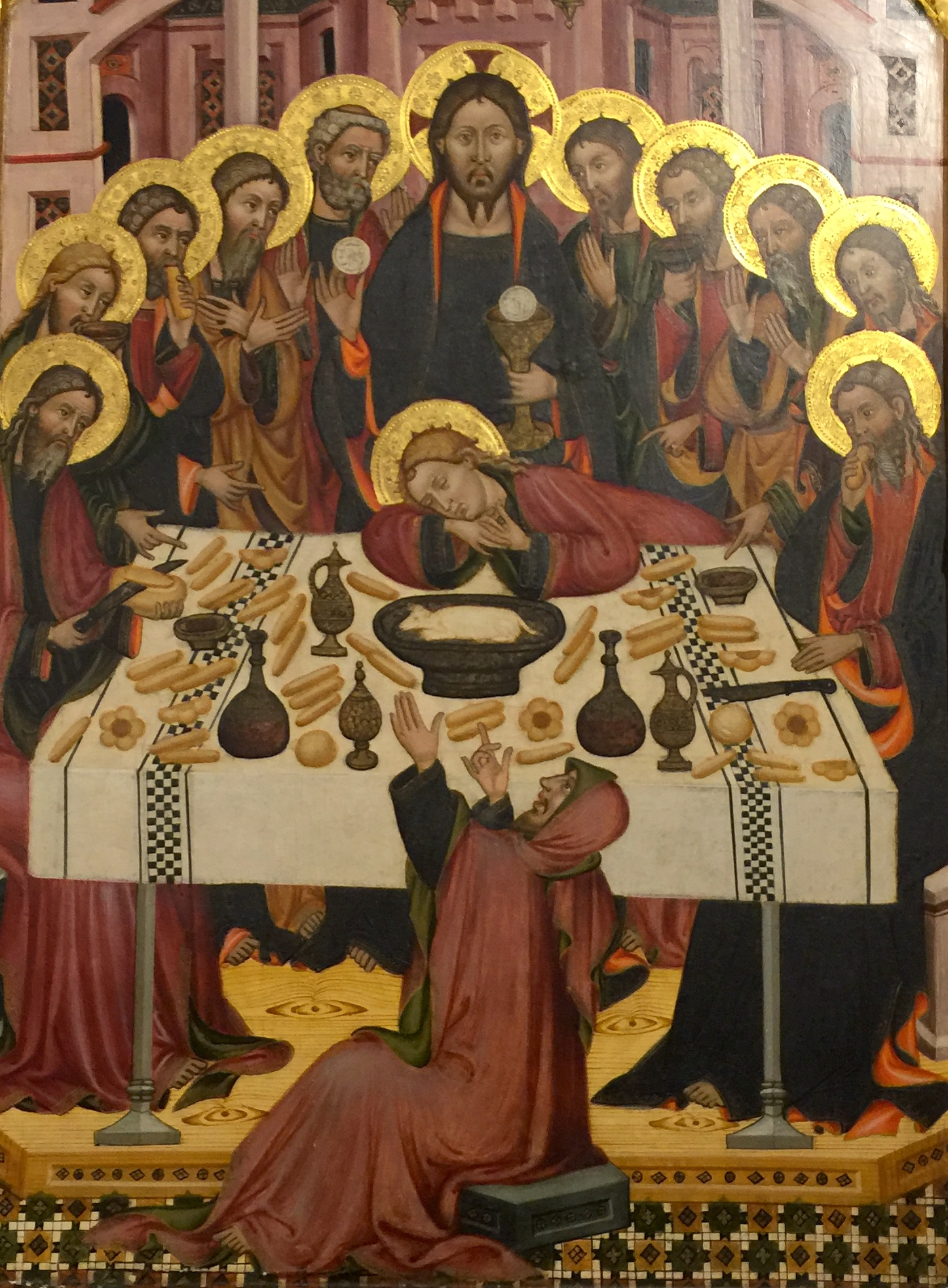
Eucharistie, Kerk van de Geboorte van de Maagd Maria,Villahermosa del Río

Volgens José i Pitarch was het aantal contracten dat over de activiteiten van Llorenç werd teruggevonden te groot en de periode dat hij in Valencia verbleef te lang, om alleen het retabel van Jérica aan hem te kunnen toeschrijven. Hij vereenzelvigde Llorenç, op basis van de stijlkenmerken, met de meester van Villahermosa del Río, die onder meer de retabels van San Lorenzo, San Stefano, de Eucharistie en het laatste oordeel in de parochiekerk van Villahermosa del Río schilderde.

## Contracten
Een groot aantal contracten en notities zijn teruggevonden in de archieven die getuigen van de activiteit van LLorenç; een overzicht vindt men hierbij:
- Op 9 december 1363 ontving hij een aanbetaling voor een retabel en een tabernakel voor de kerk van Castellnou de Bages, in het bisdom Vic
- Op 16 juli 1364 tekende hij een contract voor een retabel van Sint Gabriël en St. Antonius-abt voor de grote kerk van het kasteel van Cagliari
- Op 25 februari 1365 tekende hij een overeenkomst voor het grote retabel van de parochiekerk van Santa Maria de Cardedeu (Barcelona).
- Op 19 juni 1365 ontving hij de betaling voor retabels van Johannes de Doper en St. Martinus uitgevoerd voor de prior van het Convento della Mercè in Barcelona
- Op 4 april 1366 werd er gerefereerd naar een contract om een retabel van de Maagd te schilderen waarbij een zekere Beatriu betrokken was, de echtgenote van de penningmeester van koning Peter IV, Bernat d'Olzinelles.
- Op 12 oktober 1366 ontving hij een vergoeding voor het retabel van de kapel van de gilde van de kleermakers in de Karmelietenkerk van Barcelona
- Op 23 december 1366 gaf koningin Eleonora opdracht voor het betalen voor een retabel van St. Nicolaas bestemd voor de franciscanessen van Calatayud en een van St. Catharina voor de franciscanessen van Teruel; 1 januari 1367: andere documenten met betrekking tot deze retabels.
- Op 15 juni 1367 ontving hij twintig pond van de kapelaan van de koning, Arnau de Carbasi, als aanbetaling van een onbekend retabel
- Op 1 maart 1368 tekende hij een contract met ene Maria de Cayet voor een niet nader genoemd retabel
- Op 27 april 1368 tekende hij een verbintenis met Bernardo, pastoor van de parochie van Tagamanent (Barcelona) en andere notabelen, voor het maken van een retabel dat ook niet verder beschreven werd.
- In april 1369 ontving hij een vergoeding voor het transport naar Teruel van het retabel dat hij maakte in opdracht van de koningin
- Op 11 maart 1370 een aanbetaling van vijf pond op de overeengekomen vijfendertig, voor het schilderen van het grote retabel van de Santa Eulàlia de Provenana in de buurt van Barcelona (nu :L'Hospitalet de Llobregat).
- Op 14 augustus 1372 werd hij betaald voor schilderwerken in de appartementen van de koningin in het kleine paleis van Barcelona
- Op 3 januari 1373 noemde de koning hem de beste schilder van Barcelona in verband met een beoordeling die hij moest maken van een retabel van Domingo Valls in Albocàcer (Castellón).
- Op 20 maart 1373 tekende hij in Barcelona een contract voor het retabel in de kapel van de heilige Maria Magdalena, in opdracht van de gilde van de kleermakers

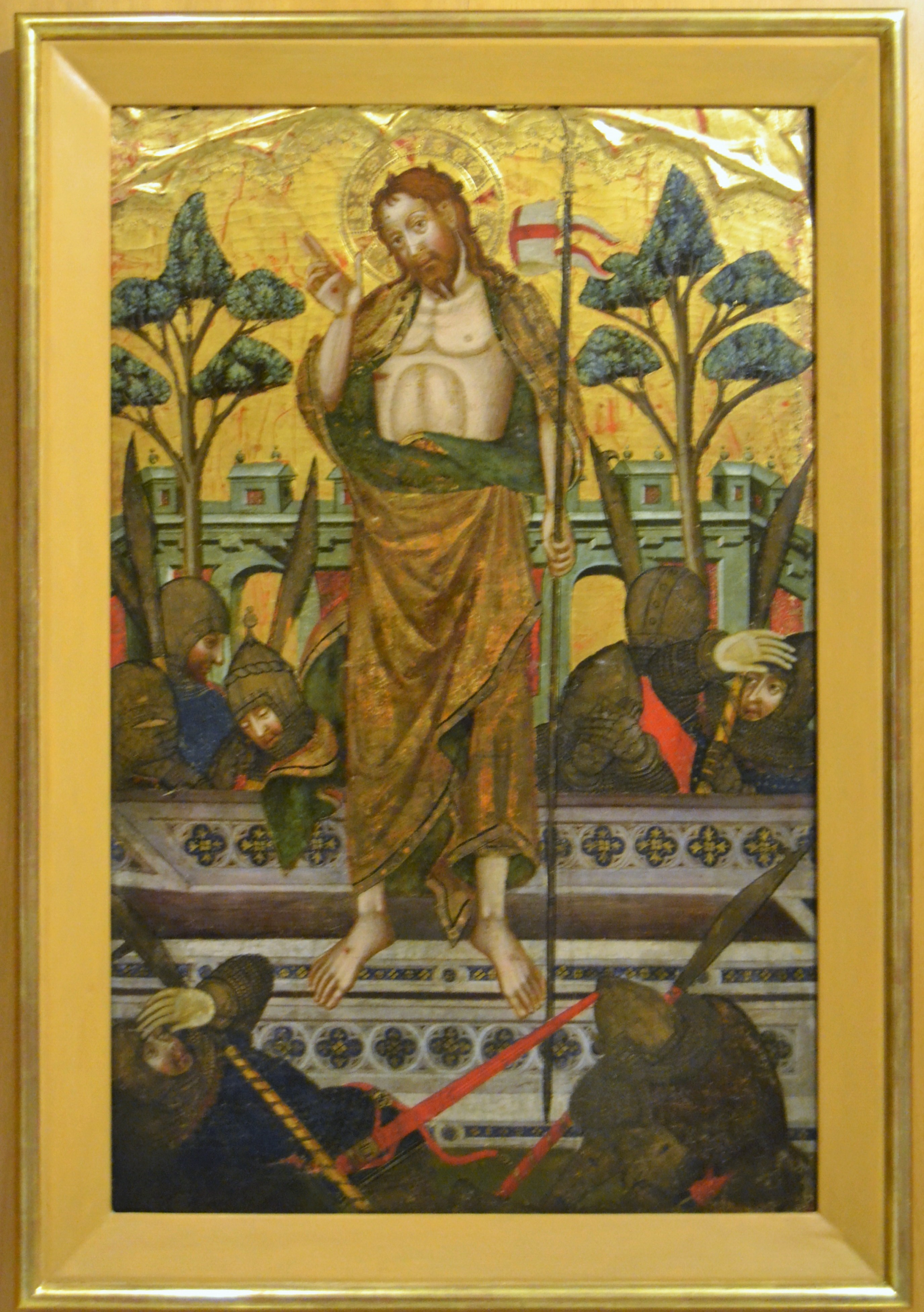
Llorenç Saragossà, De verrijzenis van Christus, Museo de Bellas Artes de Valencia.

- Op 1 november 1373 kreeg hij achttien pond voor het beschilderen van de houten graftombe van de H. Susanna te Maella (Zaragoza).
- Op 19 december 1376 was er bespreking van het retabel van de apostel Jacobus voor de kerk van Villareal (Castellón), dat bijna afgewerkt was
- Op 13 mei 1377 eiste koning Peter dat Llorenç het retabel met de heilige Apollonia voor de Kerk van de heilige Laurentius van Zaragoza zou afwerken
- Op 3 juni 1378 bevestigde Llorenç dat hij een aanbetaling had geïnd voor het retabel van San Narciso voor diens kapel in de kathedraal van Valencia
- Op 26 juli 1382 verklaarde hij dat hij diverse bedragen ontvangen had als aanbetaling voor het retabel dat hij schilderde voor het hoofdaltaar van de Kerk van El Salvador in Valencia; misschien was dit de Virgo lactans die uit deze Valenciaanse kerk verdween
- Op 2 maart 1383 benoemde zijn vrouw Caterina een procurator
- Op 7 november 1383 werd hij aangemaand om een niet nader gespecificeerd retabel te voltooien voor Bernat Ordi, kanunnik van Valencia
- In 1385 kreeg hij de opdracht voor het grote retabel van de cisterciënzer kerk van het klooster van San Bernardo de Rascaña, of van Huerta, in de buurt van Valencia (sinds 1546 bekend als het hiëronymieten klooster van San Miguel de los Reyes). Het retabel is helaas niet bewaard gebleven, want het moet, afgaande op de zeer hoge prijs, een belangrijk werk geweest zijn. Llorenç ontving er honderdtwintig pond voor, meer dan het dubbele van wat voor andere retabels betaald werd. Op 30 januari 1387 ontving hij een voorschot van dertig pond voor dit contract.
- Op 31 mei 1389 ontving hij verschillende bedragen voor een retabel voor de kapel van de kerk van Santa Maria del Puig (Valencia)
- Op 30 juli 1389 tekende hij een contract voor het retabel van HH. Petrus en Bernardus, voor de blanquerio di Valencia Bernardo Miró
- Op 30 juni 1390 wordt hij samen met de bestuurders van het wapenmakersgilde vermeld in het contract dat zij ondertekenen met verschillende meesterborduurders voor de realisatie van een gehistorieerd tapijt
- Op 4 september 1391 werd hij betaald voor het vergulden en schilderen van de sluitstenen in de gewelven van het Peso Real in Valencia.
- Op 5 april 1392, volgens een document van 18 juni 1388, ontving hij het saldo voor een retabel van de HH. Sebastianus en Anastasia bestemd voor de kapel van Antoni Pujalt in de kerk van Alzira (Valencia).
- Kort voor 15 maart 1395 tekende hij in Jérica een contract voor een retabel van de HH. Maria en Agatha voor tweehonderd florijnen.
- Op 25 juli 1402 tekende hij een contract voor een retabel voor de kerk van Onda (Castellón)
- Op 17 november 1405 kreeg hij een vergoeding voor het retabel van de Verlosser geschilderd in 1404 voor de kerk van Burriana (Castellón).
- Op 14 april 1406 werd het testament van Llorenç openbaar gemaakt, hij was toen al gestorven
- In een akte van 24 november 1445, waarbij zijn tweede vrouw Francesca een huis van hem verkoopt, wordt een zoon van de schilder genoemd, die zoals zijn vader Lorenzo heette.

## Weblinks
- Lorenzo Zaragosa in Archivo_de_Arte_Valenciano._1995_no_LXXVI_p._32-40
- Antonio Jose Pitarch, Llorenq Saragossa y los orígenes de la Pintura Medieval

- Catàleg d'autoritats de noms i títols de Catalunya: 981058614700606706
- RKD-Nederlands Instituut voor Kunstgeschiedenis: 50928
- Union List of Artist Names: 500115392
- Virtual International Authority File: 316749816